# Giuseppe Baresi
Giuseppe Baresi (Travagliato, 1958. február 7. –) válogatott olasz labdarúgó, hátvéd, edző. Öccse, Franco Baresi válogatott labdarúgó.

## Pályafutása

### Klubcsapatban
1972–ben az Internazionale korosztályos csapatában kezdte a labdarúgást, ahol 1976-ban mutatkozott be az első csapatban. 1976 és 1992 között 392 bajnoki mérkőzésen szerepelt az Interben és tíz gólt szerzett. Két-két bajnoki címet és olasz kupa-győzelmet ért el a csapattal. Az 1990–91-es idényben tagja volt az UEFA-kupa győztes együttesnek. 1992 és 1994 között a másodosztályú Modena labdarúgója volt, majd visszavonult az aktív labdarúgástól.

### A válogatottban
1979 és 1986 között 18 alkalommal szerepelt az olasz válogatottban. Tagja volt az 1980-as Európa-bajnokságon és az 1986-os mexikói világbajnokságon részt vevő csapatnak.

### Edzőként
1997 és 2014 között szinte folyamatosan az Internazionale csapatánál tevékenykedett. 1997–98-ban a serdülő, 2001 és 2008 között az ifjúsági csapat edzője volt. 2008 és 2014 között az első csapat mellett töltött be különböző pozíciókat. Dolgozott segédedzőként illetve technikai menedzserként is.

## Sikerei, díjai
Olaszország
- Európa-bajnokság
  - 4.: 1980, Olaszország

 Internazionale
- Olasz bajnokság (Serie A)
  - bajnok: 1979–80, 1988–89
- Olasz kupa (Coppa Italia)
  - győztes: 1978, 1982
- Olasz szuperkupa (Supercoppa italiana)
  - győztes: 1989
- UEFA-kupa
  - győztes: 1990–91